# Стартовий майданчик №31 космодрому Байконур
Стартовий майданчик № 31 космодрому Байконур — пусковий майданчик на космодромі «Байконур», використовуваний для запусків корисного навантаження за допомогою ракет-носіїв, створених на базі першої радянської міжконтинентальної балістичної ракети Р-7.
Вперше стартова позиція № 6 майданчика № 31 була використана 14 січня 1961, для випробування МБР Р-7А (8К71).
З майданчика № 31 проводилися запуски космічних апаратів «Метеор», «Молнія», «Прогноз», «Ресурс-0», «IRS», деяких супутників серії «Космос». Пілотовані запуски космічних кораблів «Союз» з цією ПУ здійснювалися в 1970-ті і на початку 1980-х років, а також з 2012 р.
До 2006 року була модернізована для можливості здійснення пусків РН «Союз-2». У даний час використовується для комерційних запусків космічних апаратів ракетами Союз-ФГ/Фрегат, Союз-2/Фрегат.
У 2009 році, після збільшення числа запусків до Міжнародної Космічної Станції у зв'язку із збільшенням екіпажу МКС, частина запусків вантажних кораблів «Прогрес» ракетою «Союз-У» також перенесена на майданчик № 31.
23 жовтня 2012 (у зв'язку з реконструкцією Гагарінського старту) знову (вперше з 1984 р.) стала використовуватися для запуску пілотованих кораблів «Союз».

## Перелік запусків
| Дата       | Ракета-носій | Разгінний блок | Корисне навантаження (тип) | Результат |
| ---------- | ------------ | -------------- | -------------------------- | --------- |
| 14.09.2021 | Союз-2.1б    | Фрегат         | OneWeb                     | Успіх     |
| 05.10.2021 | Союз-2.1а    | —              | Союз МС-19                 | Успіх     |
| 28.10.2021 | Союз-2.1а    | —              | Прогрес МС-18              | Успіх     |
| 24.11.2021 | Союз-2.1б    | —              | Прогрес М-УМ               | Успіх     |
| 08.12.2021 | Союз-2.1а    | —              | Союз МС-20                 | Успіх     |
| 27.12.2021 | Союз-2.1б    | Фрегат         | OneWeb                     | Успіх     |